# Església catòlica a Letònia

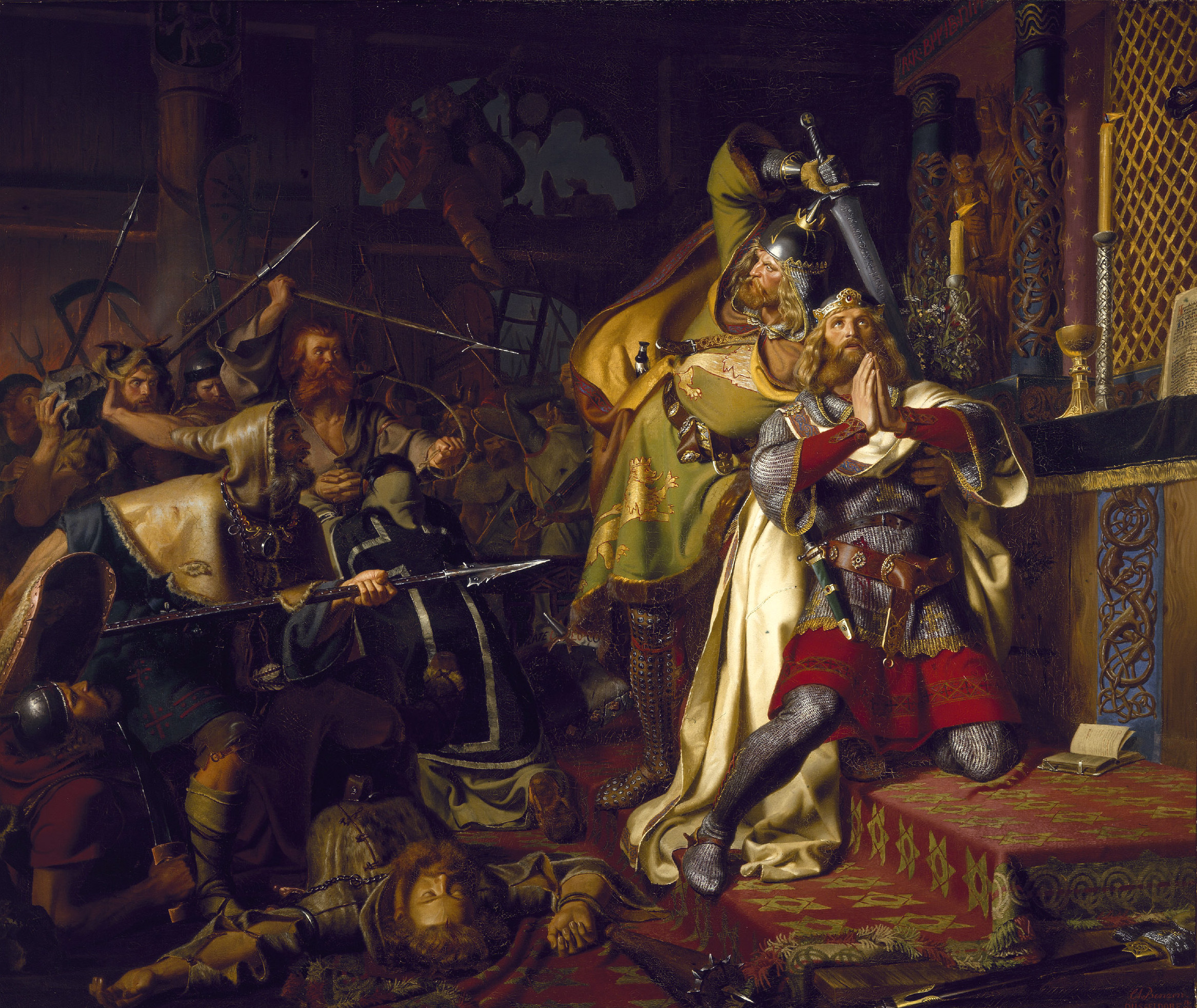
Sant Canut IV, evangelitzador de Letònia

L'Església catòlica a Letònia és part de l'Església Catòlica, sota el lideratge espiritual del Papa a Roma.
Al país hi ha uns 476.700 catòlics, aproximadament un 22,7% de la població.

## Història
L'Església Catòlica ha estat present a la regió que avui constitueix la República de Letònia, d'ençà que sant Canut IV a mitjans del segle xi portà el cristianisme a Curlàndia i Livònia, i es construí la primera església cristiana al 1048. El bisbe Albert de Riga i els Germans de l'Espasa van ser els primers en iniciar una cristianització organitzada dels indígenes, en aquells moments les cultures tribals dels curonians, els latgalians, els livonians, els selonians i els semigalians.

## Estructura
L'Església letona està formada per una única província eclesiàstica, formada per quatre diòcesis:
- Arquebisbat de Riga, que té com a sufragànies:
  - Bisbat de Jelgava
  - Bisbat de Liepāja
  - Bisbat de Rēzekne-Aglona

## Nunciatura apostòlica
El 1922, amb la independència dels països bàltics, la Santa Seu erigí la delegació apostòlica de Letònia, Lituània i Estònia.
La internunciatura apostòlica de Letònia va ser erigida el 31 d'octubre de 1925, amb el breu De more Romanorum Pontificum del Papa Pius XI. Va ser promoguda a nunciatura apostòlica l'11 de juliol de 1935.
Després de l'ocupació del país per la Unió Soviètica les relacions diplomàtiques van quedar interrompudes.
Es van reprendre l'1 d'octubre de 1991 amb la reobtenció de la independència letona.

### Delegats apostòlics
- Edward Aleksander Wladyslaw O’Rourke (8 de desembre de 1920 - de desembre de 1921 reunicà)
- Antonino Zecchini, S.J. † (20 d'octubre de 1922 - 14 d'abril de 1926 nomenat nunci apostòlic)

### Nuncis apostòlics
- Antonino Zecchini, S.J. † (20 d'octubre de 1922 - 18 de març de 1935 mort)
- Antonino Arata † (12 de juliol de 1935 - 25 d'agost de 1948 mort)

...
- Justo Mullor García (30 de novembre de 1991 - 2 d'abril de 1997 nomenat nunci apostòlic a Mèxic)
- Erwin Josef Ender (9 de juliol de 1997 - 19 de maig de 2001 nomenat nunci apostòlic a la República Txeca)
- Peter Stephan Zurbriggen (25 d'octubre de 2001 - 14 de gener de 2009 nomenat nunci apostòlic a Àustria)
- Luigi Bonazzi (25 de març de 2009 - 18 de desembre de 2013 nomenat nunci apostòlic a Canadà)
- Pedro López Quintana, des del 22 de març de 2014

## Conferència episcopal
L'episcopat local constitueix la Conferència episcopal de Letònia (Latvijas Bīskapu konference, LBC). Els estatuts de la Conferència van ser aprovats per la Santa Seu el 15 de novembre de 1997. El 29 de juny de 1998, al santuari d'Aglona, l'arquebisbe Jānis Pujats va ser elegit primer president de la Conferència episcopal de Letònia.
La Conferència episcopal de Letònia és membre del Consell de les conferències dels bisbes d'Europa.

### Elenc dels Presidents de la Conferència Episcopal
- Cardenal Julijans Vaivods, administrador apostòlic de Riga (1970 - 24 de maig de 1990)
- Cardenal Jānis Pujats, arquebisbe de Riga (1998 - 19 de juny de 2010)
- Bisbe Antons Justs, bisbe de Jelgava (1 de juny de 2011 - desembre de 2011)
- Bisbe Jānis Bulis, Bisbe de Rēzekne-Aglona, des del 18 d'octubre de 2011

### Elenc dels Vicepresidents de la Conferència Episcopal
- Bisbe Jānis Bulis, bisbe de Rēzekne-Aglona (1 de juny de 2011 - 18 d'octubre de 2011)
- Arquebisbe Zbigņev Stankevičs, arquebisbe de Riga, des del 18 d'octubre de 2011

### Elenc dels Secretaris de la Conferència Episcopal
- Bisbe Vilhelms Toms Marija Lapelis, O.P. (1 de juny de 2011 - 20 de juny de 2012)